# Toužim
Toužim (deutsch Theusing) ist eine Stadt im Okres Karlovy Vary in Tschechien. Das historische Zentrum von Toužim wurde zum städtischen Denkmalschutzgebiet erklärt.

## Geographische Lage

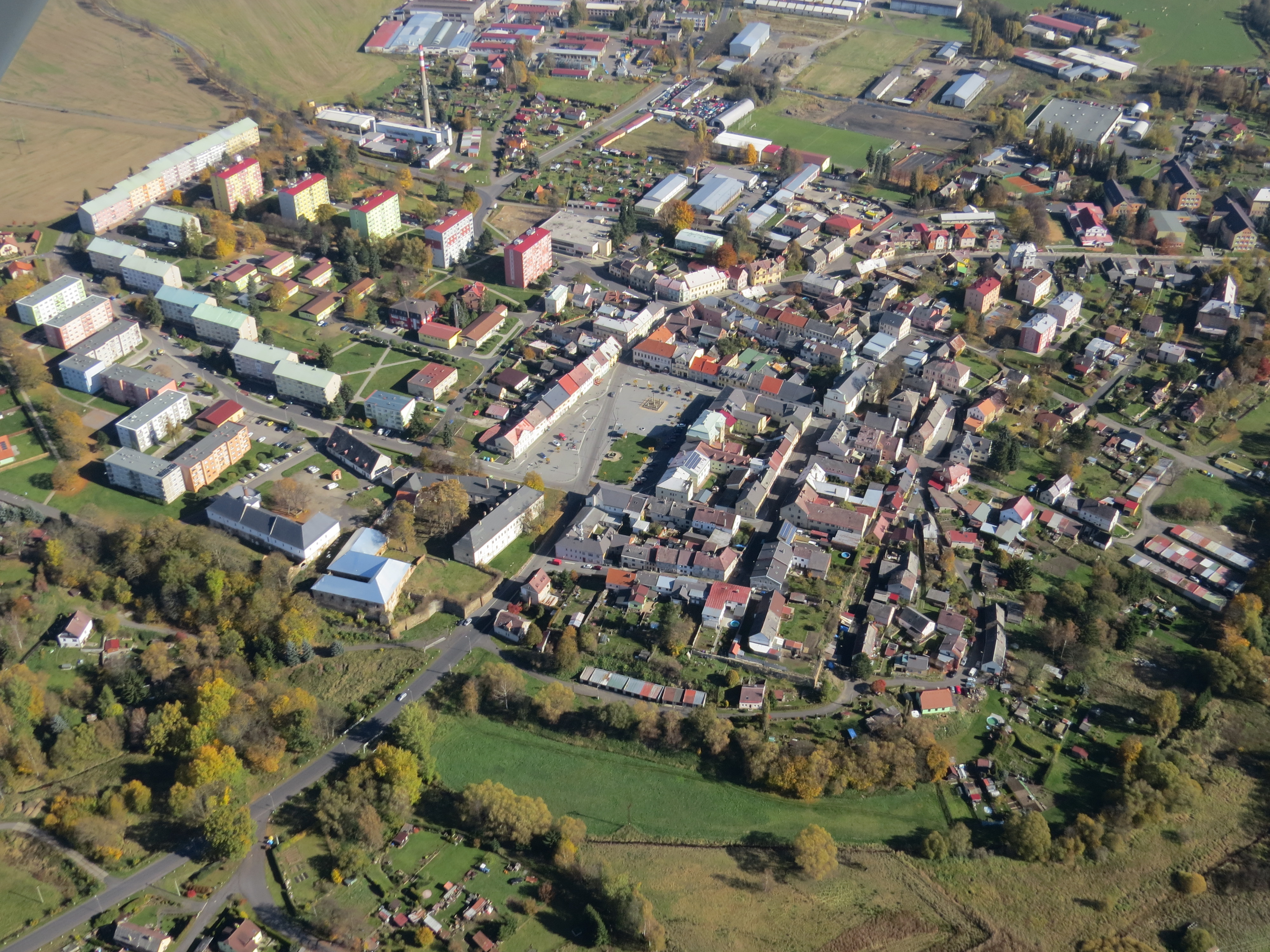
Stadtzentrum mit der historischen Altstadt (Luftbildaufnahme 2017)

Die Stadt liegt in Westböhmen im Tepler Hochland (Tepelská vrchovina) an der Schnella (Střela), 22 Kilometer südlich von Karlsbad (Karlovy Vary).
Durch die Stadt führen die Staatsstraße 20/E 49 von Bečov nad Teplou (Petschau) nach Pilsen (Pilsen) und die Eisenbahnstrecke von Rakovník (Rakonitz) nach Bečov nad Teplou.
Nachbarorte sind Chylice und Krásný Hrad im Norden, Kojšovice und Lachovice im Nordosten, Radyně und Smilov im Osten, Políkno, Komárov und Luhov im Südosten, Třebouň und Kosmová im Süden, Poseč im Südwesten, Sedlo im Westen sowie Útvina im Nordwesten.

## Geschichte

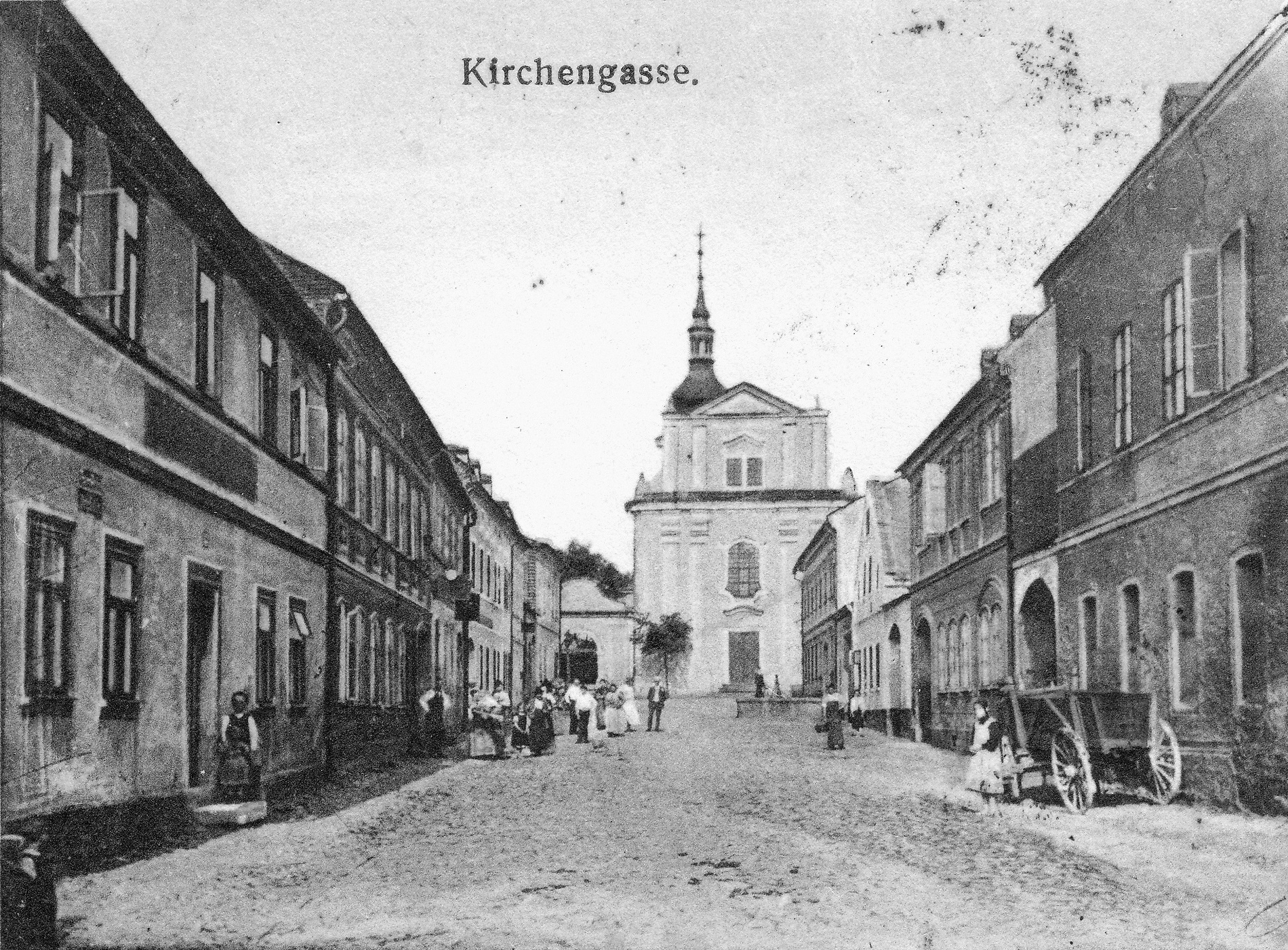
Theusinger Kirchengasse im Jahr 1905

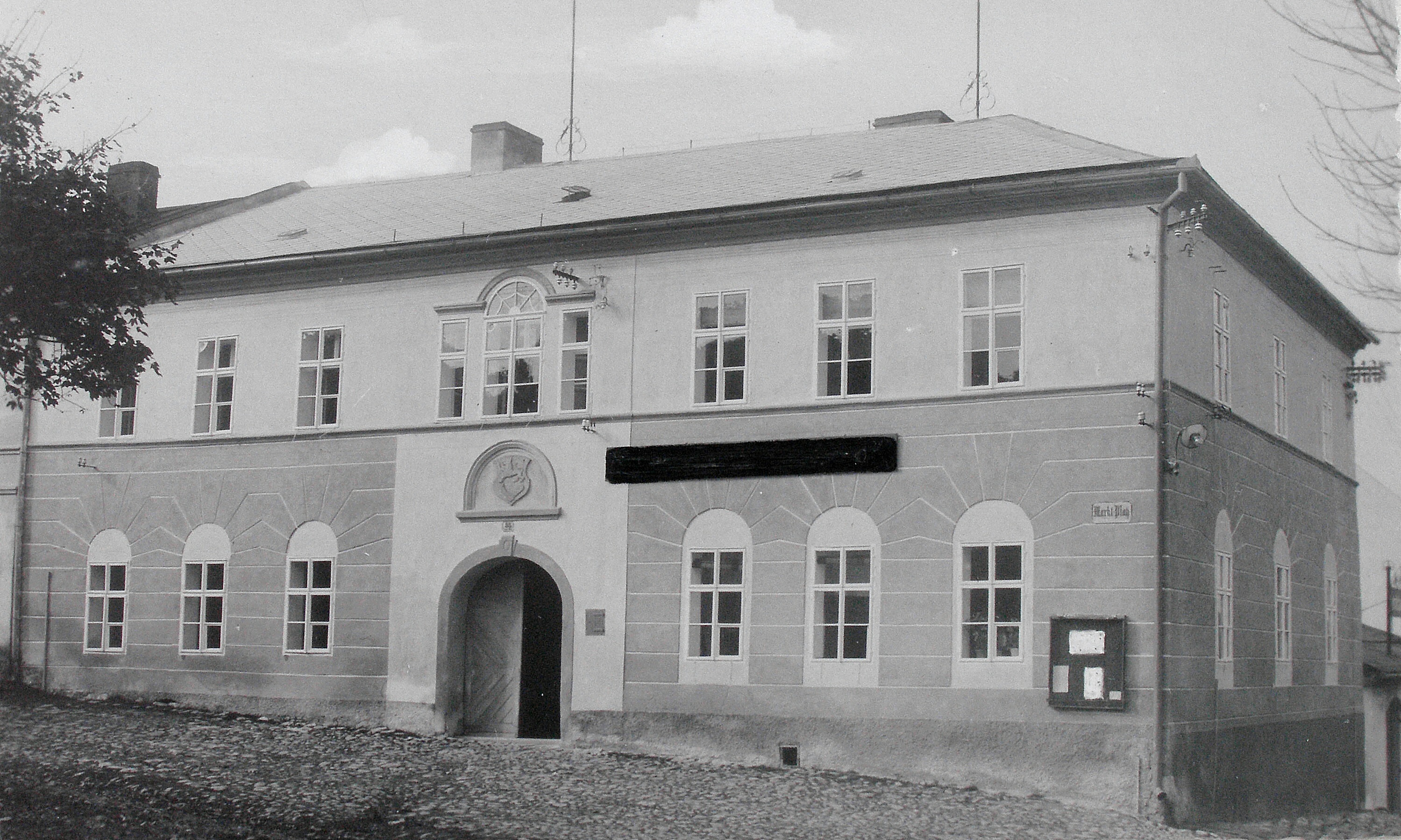
Rathaus um 1935

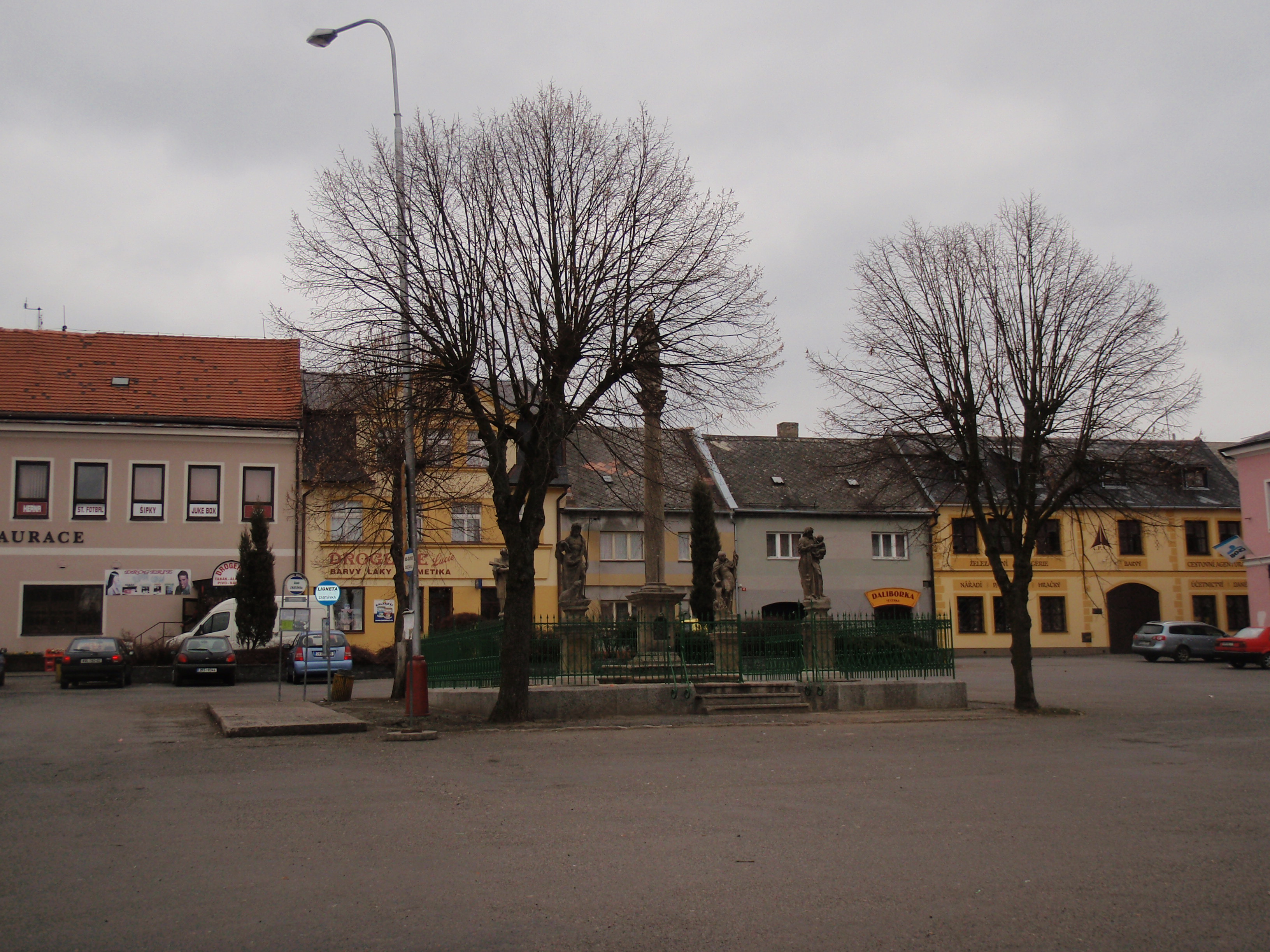
Georg-von-Podiebrad-Platz mit der Mariensäule

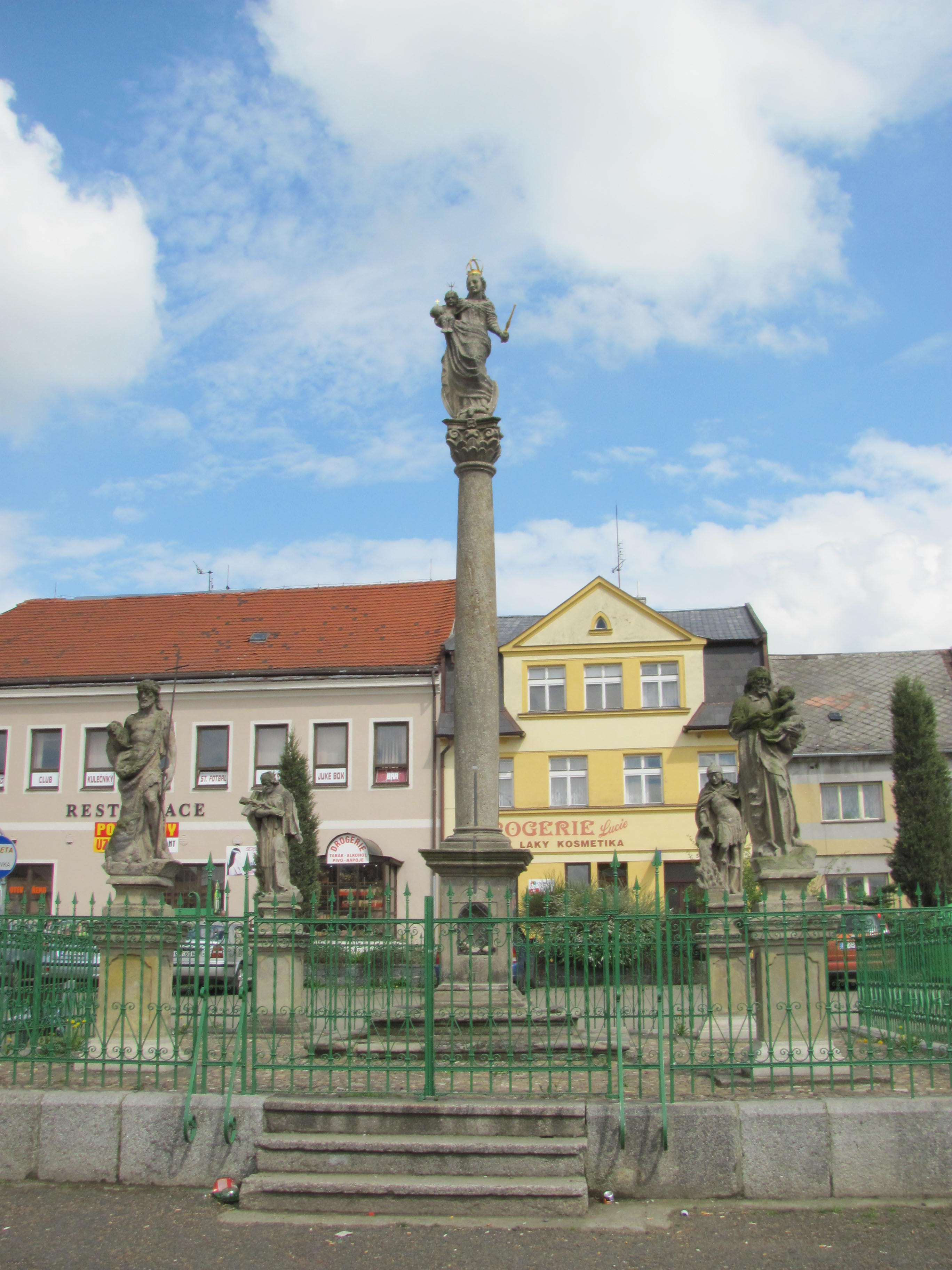
Mariensäule

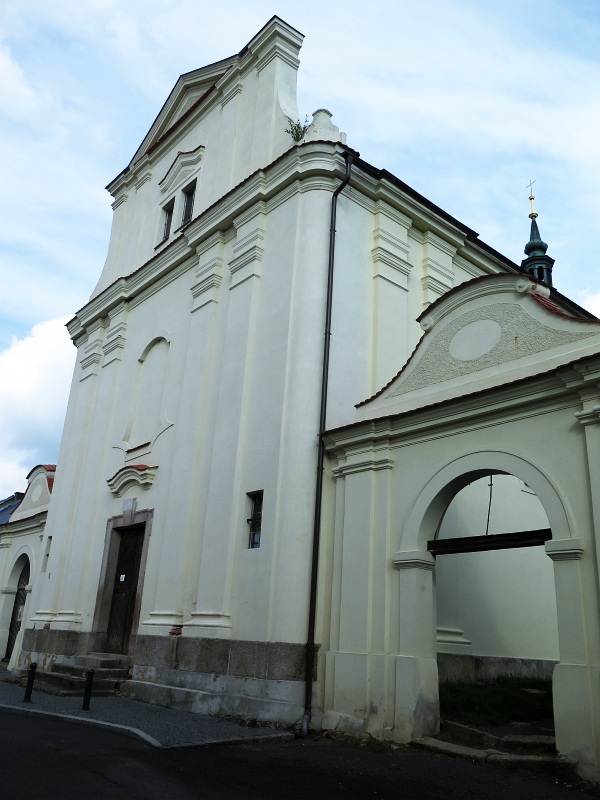
Pfarrkirche zu Mariä Geburt

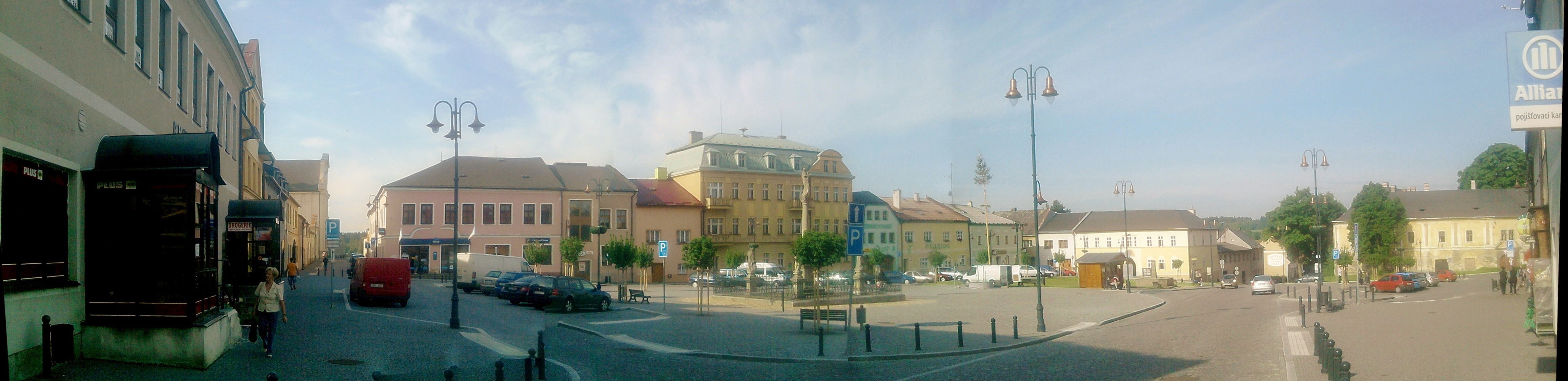
Zentraler Platz in der Innenstadt

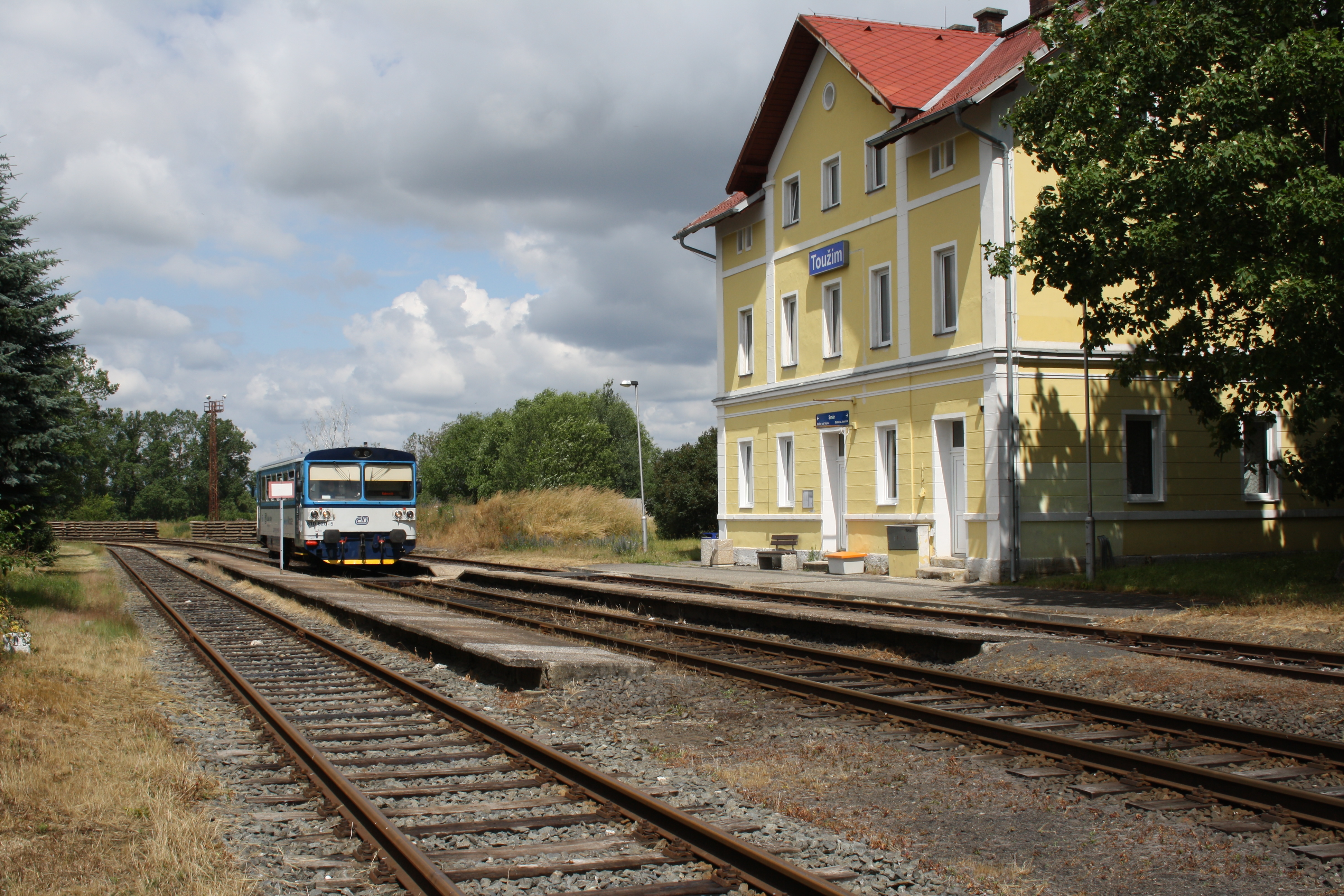
Bahnhof

In der zweiten Hälfte des 12. Jahrhunderts begannen die Přemysliden mit der Besiedlung des Grenzwaldes zum Nordgau (Bayern) durch die Prämonstratenser des Klosters Mühlhausen, die hier eine Propstei errichteten. Toužim wurde am 17. September 1354 erstmals schriftlich erwähnt, als die Kirche St. Bartholomäus in Pröles als eigenständige Pfarrei von der Propstei Toužim abgetrennt wurde. Die Pfarrkirche zu Mariä Geburt wird 1384 als solche erwähnt.
Vor den Taboriten, die 1420 das Kloster zerstörten, war der Konvent nach Toužim geflohen. 1427 eroberte Jakoubek z Vřesovic die Gegend und vertrieb den Orden. Er erwarb die Klostergüter 1437 von Kaiser Sigismund als erblichen Besitz für seinen Sohn Jan I. von Vřesovice, der die Propstei zur Burg umbauen ließ. Die calixtinischen Vřesovicer befanden sich in Dauerfehde mit den Besitzern der Herrschaften Petschau und Buchau, den katholischen Herren von Plauen, wobei die Burg Tauzim der Ausgangspunkt ihrer Raubzüge wurde. Nachdem die Plauener Truppen zu Zeiten Jan II. von Vřesovice das wirtschaftliche Zentrum der Herrschaft Toužim, die Stadt Utwein vernichtet hatten, gestattete Georg von Podiebrad den Bürgern von Utwein, ihren Ort unter die Burg Tausim zu verlegen und gründete am 8. Juli 1469 die Stadt Toužim, der er sämtliche Privilegien einschließlich des Wappens von Utwein übertrug und zusätzlich das Recht der Befestigung verlieh. Als sich nach dem Tode Georg von Podiebrads die politischen Verhältnisse in Böhmen wieder zu stabilisieren begannen, kehrte ein Teil der Utweiner in ihre alte Stadt zurück und begann mit dem Wiederaufbau. Zwischen den Bewohnern von Útvina und Toužim entstand hernach ein Streit um die Stadtrechte, der der Anlass dafür wurde, dass König Vladislav II. der Stadt Toužim am 5. Jänner 1478 auf Gesuch Jans II. von Vřesovice ein neues Wappenprivileg ausstellte, so dass Útvina das alte Wappen weiterführen konnte. Unter den Herren von Vřesovice begann eine Blütezeit der Stadt, die von der Burg als Adelssitz der Vřesovicer profitierte. Zu dieser Zeit bestand die Bevölkerung von Toužim zu 70 % aus Tschechen.
Nach 1488 verkaufte Jindřich von Vřesovice die Herrschaft an seinen früheren Erbfeind Heinrich III. von Plauen. Dieser bewirkte beim König im Jahr 1500 das Privileg für einen zweiten Jahrmarkt. Zu dieser Zeit begann eine deutsche Besiedlung. Nach dem Tode Heinrichs III. trat dessen Sohn Heinrich IV. 1519 das Erbe an. 1538 erwarb Heinrich IV. die Herrschaft Toužim auch als erblichen Besitz. 1560 umfasste die Grundherrschaft 32 Dörfer, die beiden Städte Toužim und Schönthal sowie das Städtchen Útvina. Am Übergang vom 16. zum 17. Jahrhundert war die Stadt Toužim mehrheitlich von Deutschen bewohnt. Nach 1600 erfolgte auch der Zuzug von Juden. Nachdem Heinrich V. von Plauen 1565 ohne Nachkommen verstorben war, erbte Heinrich Nikolaus Lobkowicz von Hassenstein die Herrschaft. Dessen Sohn Christoph verlor als Aufständischer nach der Schlacht am Weißen Berg seine Güter und ging als Protestant ins sächsische Exil. Die Herrschaft erwarb 1623 der kaiserliche General Julius Heinrich von Sachsen-Lauenburg. Nach dem Tode des Fürsten Julius Franz von Sachsen-Lauenburg erbte die Herrschaft als Teil des Schlackenwerther Anteils dessen Tochter Franziska Sibylla und brachte ihre Güter in die Ehe mit dem Türkenlouis ein. Ihm folgte sein Sohn August Georg Simpert, mit dem das Haus Baden-Baden 1771 im Mannesstamme erlosch. Seine böhmischen Güter fielen durch Heimfall an die Böhmische Krone. Die böhmische Königin Maria Theresia vereinbarte mit dessen Nichte Elisabetha Augusta vertraglich eine Nutzung der böhmischen Güter auf Lebenszeit.
Die Grundherrschaft Toužim verpachtete Elisabetha Augusta 1783 für 15 Jahre an ihren Cousin Johann I. von Schwarzenberg († 1789). Nach dessen Tode trat sein Sohn Joseph II. in den Vertrag ein. 1799 fiel die Herrschaft Toužim der Böhmischen Kammer zu. 1837 kaufte Alfred von Beaufort-Spontin die Herrschaft. Er war der letzte feudale Besitzer vor dem Ende der Erbuntertänigkeit des Jahres 1848. Der Bau der Kaiserstraße von Pilsen nach Elbogen in den Jahren 1845 bis 1848 brachte der Stadt eine wichtige Verkehrsverbindung.
Nach der Aufhebung der Patrimonialherrschaft entstand 1850 die Stadtgemeinde Theusing im Bezirk Karlsbad. 1854 bestand Theusing aus 314 Häusern und hatte 1979 Einwohner. Am 10. Dezember 1898 wurde die Lokalbahn Rakonitz–Petschau–Buchau eingeweiht und Theusing an das Eisenbahnnetz angeschlossen. 1905 wurde die Stadt dem Bezirk Tepl zugeordnet.
Nach dem Ersten Weltkrieg wurde Theusing 1919 der neu geschaffenen Tschechoslowakei zugeschlagen. 1930 hatte Theusing 1933 Einwohner, darunter waren 39 Tschechen. Aufgrund des Münchner Abkommens kam die Stadt 1938 an das Deutsche Reich und gehörte bis 1945 zum Landkreis Tepl, Regierungsbezirk Eger, im Reichsgau Sudetenland. 1939 hatte Theusing 1957 Einwohner.
Während des Zweiten Weltkriegs wurde an der Straße nach Tschebon im Wald ein Reichsarbeitsdienst-Lager errichtet. Gegen Kriegsende wurde im April 1945 durch ein Wehrmachtskommando und SS-Angehörige eine Gruppe von elf desertierten deutschen Soldaten gestellt und entlang der Straße von Theusing nach Tschebon zur öffentlichen Abschreckung an Bäumen und Strommasten aufgehängt. Am 7. Mai 1945 besetzten amerikanische Truppen die Stadt. Nach Einstellung der Kampfhandlungen wurde Theusing 1945 von der Tschechoslowakei übernommen.
In der Folgezeit begann die Vertreibung und Enteignung der deutschen Bevölkerung. Ein Drittel der Einwohnerschaft bildeten zu dieser Zeit Flüchtlinge aus Ostpreußen, Pommern und Oberschlesien. Die Güter der Grafen Beaufort-Spontin wurden ebenfalls 1945 enteignet. Im früheren RAD-Lager, das für 300 Personen eingerichtet war, entstand ein Sammellager für Deutsche, in dem 2000 Personen aus Theusing, Uitwa, Sattel, Rading, Koschowitz, Schönburg und Peschkowitz interniert waren. Die Deutschen wurden zunächst in die amerikanische Besatzungszone und anschließend zum größten Teil über Jáchymov (Sankt Joachimsthal) und Boží Dar (Gottesgab) in die sowjetische Besatzungszone abgeschoben. Im Mai 1946 wurde das Lager aufgelöst. Zwischen dem 31. März und 11. November 1946 erfolgte in mehreren Etappen die planmäßige Massenabschiebung der deutschen Bevölkerung von Theusing mit 70 kg Gepäck unter Zurücklassung aller Wertgegenstände.
In der Stadt wurden Tschechen aus der Gegend von Pelhřimov (Pilgram) und Písek (Pisek) sowie dann größtenteils Wolhynientschechen angesiedelt. Am 1. Jänner 1946 hatte die Stadt 2012 Einwohner, am 31. Dezember desselben Jahres waren es nur noch 878. 1949 wurde Toužim zur Bezirksstadt des aus den Okresy Teplá und Žlutice gebildeten Okres Toužim eingeordnet. In dieser Zeit erlebte die Stadt einen wirtschaftlichen Aufschwung, und die Zahl der Einwohner verdoppelte sich bis 1961 auf 1642. Der Bezirk Toužim wurde bei der Gebietsreform von 1960 wieder aufgelöst und die Stadt in den Okres Karlovy Vary eingeordnet. 1999 wurde bei Dobrá Voda das Trappistenkloster Nový Dvůr gegründet.

### Wappen
Die Stadt führt ein Wappen mit einem Löwen, der an die Herrschaft der Vögte erinnert.

### Demographie
| Jahr | Einwohner | Anmerkungen                   |
| ---- | --------- | ----------------------------- |
| 1785 | 0 k. A.   | 234 Häuser                    |
| 1830 | 1416      | in 237 Häusern                |
| 1832 | 1400      | in 245 Häusern                |
| 1845 | 1904      | in 318 Häusern                |
| 1854 | 1979      | in 314 Häusern                |
| 1900 | 2130      | deutsche Einwohner            |
| 1921 | 2017      | davon 1981 deutsche Einwohner |
| 1930 | 1933      | davon 39 Tschechen            |
| 1939 | 1957      | [ 10 ]                        |

| Jahr      | 1970 | 1980 | 1991 | 2001 | 2003 |
| --------- | ---- | ---- | ---- | ---- | ---- |
| Einwohner | 3594 | 3949 | 3864 | 3798 | 3732 |

## Stadtgliederung

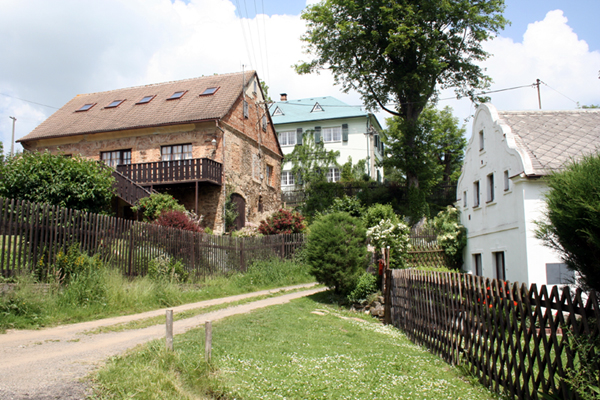
Dobrá Voda

Die Gemeinde Toužim besteht aus den Ortsteilen Bezděkov (Besikau), Branišov (Branischau), Dobrá Voda (Dobrawod), Dřevohryzy (Zeberheisch), Kojšovice (Koschowitz), Komárov (Kumerau), Kosmová (Goßmaul), Lachovice (Lachowitz), Luhov (Lohof), Nežichov (Neschikau), Políkno (Poliken), Prachomety (Prochomuth), Radyně (Rading), Smilov (Schmidles), Toužim (Theusing) und Třebouň (Tschebon), die zugleich auch Katastralbezirke bilden. Grundsiedlungseinheiten sind Bezděkov, Branišov, Dobrá Voda, Dřevohryzy, Kojšovice, Komárov, Kosmová, Lachovice, Luhov, Nežichov, Políkno, Prachomety, Radyně, Smilov, Střed, Toužim-zámek, Třebouň, U koupaliště, U nádraží, U Obory, Za řekou und Žlutická. Zu Toužim gehört außerdem die Ansiedlung Krásný Hrad (Schönburg).

## Sehenswürdigkeiten

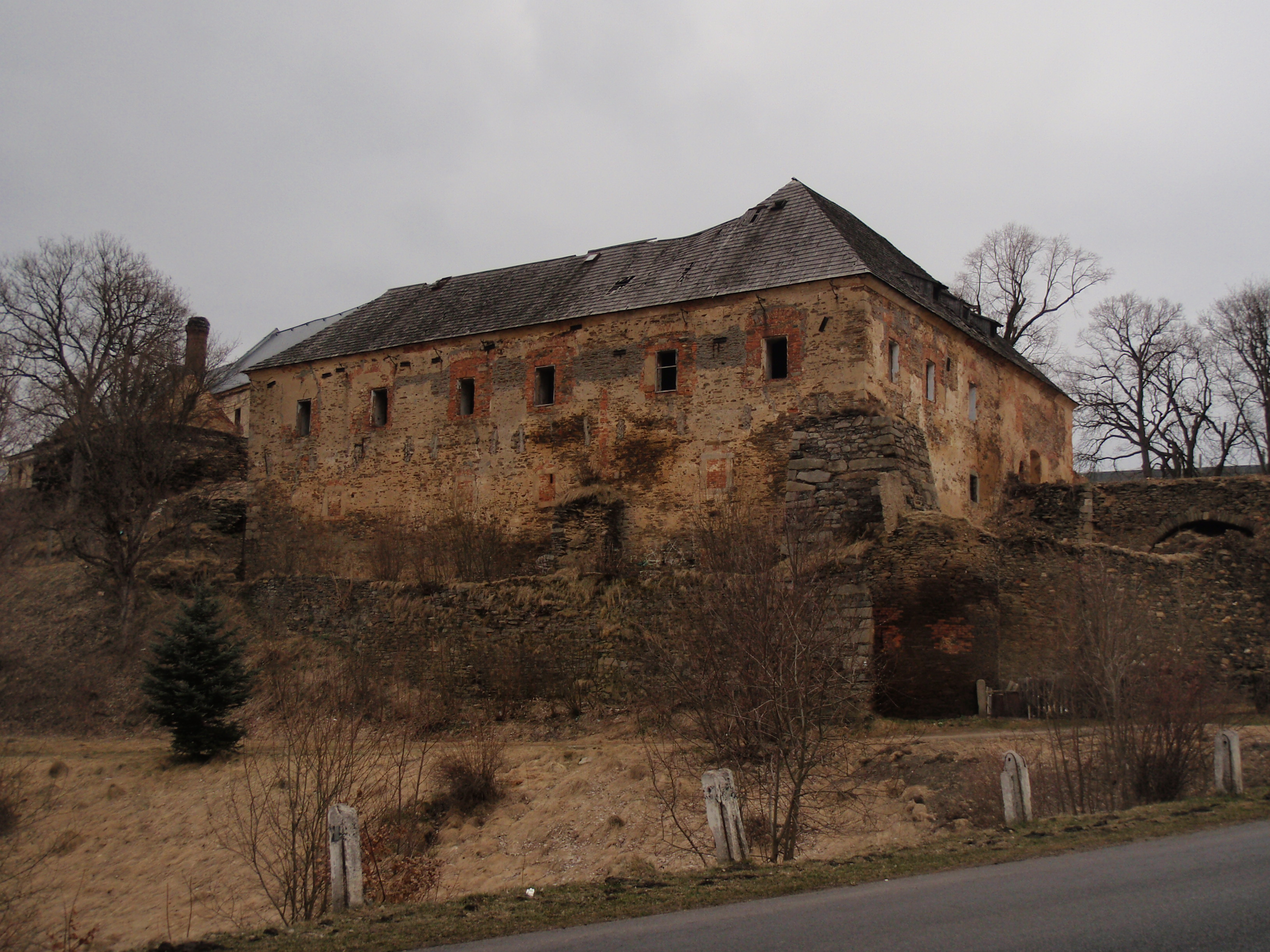
Ruine von Schloss Theusing

- Schloss Toužim. Das Schlossareal besteht aus dem Oberen Schloss, dem Unteren Schloss, der herrschaftlichen Brauerei und dem Westflügel des Vorwerkshofes. Nördlich des Schlosses entstand um 1620 der Schlossgarten und war bis 1945 im Besitz von Herzog Heinrich Beaufort-Spontin (1880–1966). Nachdem das Schloss zum Ende des 18. Jahrhunderts seine Funktion als Verwaltungssitz verloren hatte, begann sein Verfall, der sich im 19. Jahrhundert durch Abriss von Teilen der Gebäude fortsetzte.
  - Das Obere Schloss hat einen romanisch-gotischen Kern, der auf die Propstei der Prämonstratenser zurückgeht und 1437 zum Donjon der Burg Tausim umgebaut wurde. Die gotische Burg diente den Herren von Vřesovice als Residenz und wurde nach den Bränden von 1620 und 1652 zu einem Schloss umgestaltet. Ab dem 19. Jahrhundert sank das Obere Schloss zum Assanierungsflügel ab.
  - Das Untere Schloss entstand um 1544 als Renaissancebau im Zuge einer Vergrößerung der gotischen Vorburg. Zwischen 1576 und 1578 erfolgten größere Umbauten, und 1752 wurde das Gebäude barockisiert. Im 19. Jahrhundert wurde der Nordflügel mit den angrenzenden Teilen des Oberen Schlosses abgebrochen.
  - Die herrschaftliche Brauerei wurde 1661 im Schlossgarten errichtet. 1752 wurde sie abgebrochen und durch einen westlich errichteten barocken Neubau ersetzt. Von der alten Brauerei sind noch die Keller erhalten.
- Rathaus, das ehemals gotische Bauwerk wurde nach Bränden von 1620, 1652, 1752 und 1872 mehrfach umgestaltet und erhielt dadurch seine heutige Gestalt im Stile des Klassizismus und Empire. Im nördlichen Teil sind die Gewölbe einer alten Schwarzküche erhalten.
- Stadtbrunnen, aus der Mitte des 18. Jahrhunderts
- Pestsäule mit Darstellung der Maria mit dem Jesuskind, aus dem Jahre 1705
- Pfarr- und Dekanatskirche Mariä Wiegenfest, die Kirche einschließlich des Pfarrhauses und der Schule wurde 1488 während der Herrschaft der Herren von Plauen errichtet. Zwischen 1738 und 1742 erfolgte eine barocke Umgestaltung durch den Baumeister Johann Schmied aus Útvina. Nach Bränden wurde die Kirche in den Jahren 1774–1778 und 1872 wiederhergestellt.

## Söhne und Töchter der Stadt
- Franz Erdmann von Sachsen-Lauenburg (1629–1666), Herzog von Sachsen-Lauenburg und kaiserlicher Generalfeldmarschall
- Josef Antonín Sehling (1710–1756), Komponist
- Johann Zoph (1740–1812), Feldmarschall und Generalinspekteur der k.k. Infanterie
- Albert Bäuml (1855–1929), Erneuerer der Porzellanmanufaktur Nymphenburg
- Wenzel Baier (1869–1956), Lehrer und Heimatforscher
- Gustav Doberauer (* 1874), Arzt und Hochschullehrer an der Karls-Universität Prag
- Friedrich Tischer (1874–1939), tschechoslowakischer Jurist und Politiker deutscher Nationalität
- Anton Luderer (1895–1978), Flötist und Musikprofessor in Wien
- Karl Fuchs (1900–1963), Bildhauer
- Alfred Zerlik (1914–1986), Lehrer und Historiker